# Мюрже, Анри
Анри́ Мюрже́ (фр. Henri Murger; 24 или 27 марта 1822, Париж — 28 января 1861, Париж) — французский писатель и поэт.

## Биография
Сын савойца-привратника, занимавшегося портным делом. Мюрже родился и провёл детство в каморке портье в доме, где жил академик Этьен де Жуи. Мать Мюрже, парижанка, и думать не хотела о том, чтобы её сын стал ремесленником, и с величайшими лишениями для семьи провела мальчика через начальную школу.
Через посредство Жуи Мюрже получил место частного секретаря при графе Толстом, чиновнике русской миссии в Париже, доставлявшем министру народного просвещения С. С. Уварову сведения о текущих литературных явлениях в Париже. Составление этих отчетов граф Толстой передал Мюрже за вознаграждение сначала в 40, а затем в 50 франков в месяц (до 1848 года).
Около этого времени мать Мюрже умерла, и отец выгнал из привратницкой юношу, в котором видел тунеядца, брезговавшего мастерством. Мюрже вступил в ряды «богемы», впоследствии ярко им описанной.
Начиная с 1839 года Мюрже пробует свои силы в стихах, но нищета заставляет его хвататься за всякий литературный заработок. До 1843 года он питается чуть ли не сухим хлебом, зарабатывая гроши на сотрудничестве в модных и детских журналах и заведуя редакцией жалкого журнала «Castor», посвященного шляпному мастерству. Наконец, коротенькая изящная фантазия в прозе, написанная в духе Нодье и А. де Мюссе, — «Amours d’un Grillon et d’une étincelle» — обратила на Мюрже внимание Арсена Уссе, Жерара де Нерваля и других писателей.
Для него открылся доступ в журнал «Corsaire», где с 1847 года начали появляться первые главы «Сцен из жизни богемы». Отныне Мюрже был обеспечен каждодневный обед, а в 1855 году он достиг такого благосостояния, что мог поселиться вне Парижа, в деревушке Буррон-Марлотт, близ Фонтенбло. В 1849 году «Сцены из жизни богемы», выпущенные отдельным изданием, имели крупный успех (русский перевод 1963). Успех побудил автора, в сотрудничестве с Теодором Баррьером, переделать их в драму, которая долгое время делала полные сборы в Одеоне и вновь появилась на сцене в 1873 году. В 1896 году Дж. Пуччини написал по мотивам этой книги оперу «Богема», в 1897 году Руджеро Леонкавалло — оперу с тем же названием, а в 1930 г. Имре Кальман — оперетту «Фиалка Монмартра».
Надломленные нищетой силы, привычка работать по ночам, злоупотребление крепким кофе, бессонница, при обострившейся простуде, в несколько дней свели Мюрже в могилу.
Правительство приняло на себя расходы по его погребению, а почитатели воздвигли над могилой Мюрже, на Монмартрском кладбище, художественный памятник резца знаменитого Милле.

## Избранные произведения
- «Le pays latin» («Латинский квартал», 1851, 1856),
- «Scènes de jeunesse» («Сцены из жизни молодёжи», 1851, 1859),
- «Adeline Protat» (бытописательный роман из крестьянской жизни «Аделина Прота», 1853),
- «Roman de toutes les femmes» (1834),
- «Les buveurs d’eau» («Водопийцы», 1855—1860),
- «Les vacances de Camille» (1856),
- «Madame Olympe» (1859),
- «Le sabot rouge» (бытописательный роман из крестьянской жизни «Красный башмак», 1860),
- «Propos de ville et de théâtre» (сборник фельетонов — 1853, 1859),
- книги стихотворений «Ballades et fantaisies» (1854) и «Les nuits d’hiver» (1811).

## Оценки творчества

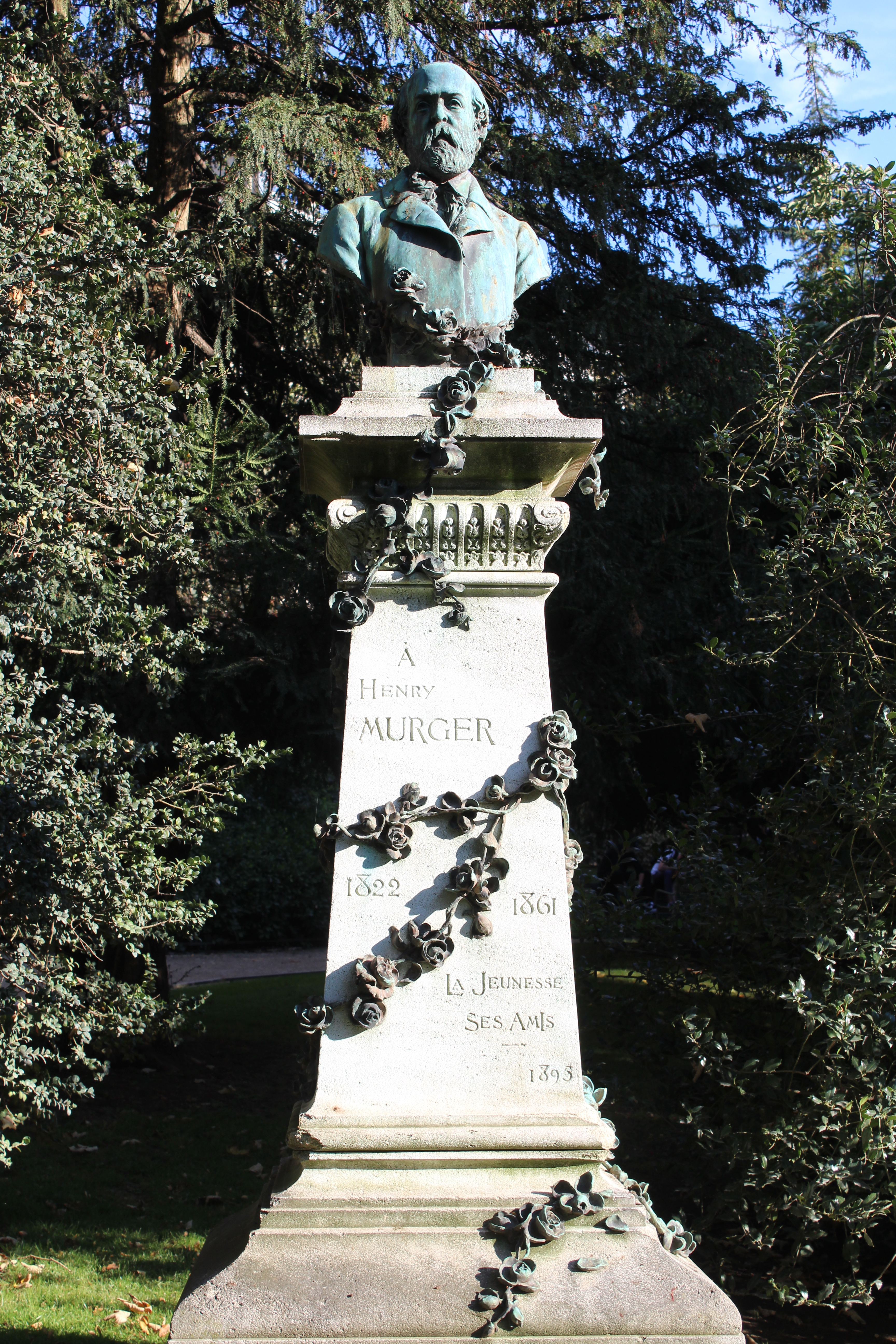
Бюст Анри Мюрже в Люксембургском саду

Один из требовательнейших французских критиков, Теофиль Готье, признает за Мюрже изящество, отсутствие многословия и патетичность.
Ж. Жанен видит в Мюрже писателя, искавшего новых путей и сумевшего в своих рассказах счастливо сочетать веселье и горе, откровенный смех и воспроизведение нищеты, доблестно перенесенной.
А. Уссе высоко ставит и стихотворения Мюрже.
Ср. статьи Ж. Жанена, Т. Готье, А. Уссе и др., в посмертном издании сборника стихов M. «Les nuits d’hiver»; Barbey d’Aurevilly, «Les oeuvres et les hommes» (т. III); Pelloquet, «M.» (1861), «Histoire de M.» (1862); Delvau, «M. et la bohème», (1866).
Весьма нелестна оценка братьев Гонкур: «Мюрже был беден и старался как-нибудь извернуться. Он выпрашивал авансы в редакциях газет. То там, то сям выуживал деньги вперед… В жизни он был так же неразборчив в средствах, как и в литературе. Он обладал даром смешить, был забавен — и опустился до роли приживалы; обеды, ужины, походы в дома терпимости, рюмочки аперитива — всё это за чужой счет, заведомо без отдачи. Как о товарище о нём нельзя сказать ничего — ни хорошего, ни дурного. По-моему, он был чрезмерно снисходителен, в особенности к людям бесталанным. О них он говорил охотнее, чем о прочих. Он был законченным эгоистом. Вот каким был Мюрже, если уж говорить начистоту. Им может гордиться Богема, но больше никто. Мюрже всё досталось как-то само собой — и успех, и крест Почетного легиона. Всюду был ему открыт доступ с самого же начала — в театры, в журналы и т. п. У него не было врагов. А умер он вовремя, когда уже выдохся и вынужден был признаться, что ему нечего больше сказать. Он умер как раз в том возрасте, в каком умирают женщины, потерявшие способность рожать. К чему же делать из него мученика? Человек он был талантливый, но умел играть только на двух струнах: он плакал или смеялся. Это был Мильвуа из „Большой Хижины“ [Мильвуа упомянут как автор болезненно-меланхолических стихотворений; „Большая хижина“ — парижский танцевальный зал на Монпарнасском бульваре, популярный среди студентов. См. примечание к с.296 дневника Эдмона де Гонкура, т.1]. Книгам его всегда будет недоставать того неуловимого аромата, который говорит о хорошем воспитании. Это книги человека необразованного».